# Osservatorio di Marsiglia
L'osservatorio di Marsiglia è un osservatorio astronomico ottico professionale situato a Marsiglia presso le Bocche del Rodano, in Francia. Dopo 300 anni circa di autonomia nell'anno 2000 è confluito, insieme al Laboratorio di astronomia spaziale (LAS), nel Laboratorio di astrofisica di Marsiglia (LAM).

## Storia e conduzione
Le prime informazioni su una struttura osservativa in Marsiglia risalgono al 1702 con l'installazione presso il collegio di Sainte-Croix di Accoules, quartiere della città vecchia, di un osservatorio sovvenzionato dalla corona francese.
Il primo direttore è stato un gesuita, Antoine-François de Laval. A seguito della partenza di Laval per Tolone, l'osservatorio è rimasto inattivo per 10 anni, dal 1718 al 1729. L'arrivo di padre Esprit Pézenas (1692-1776) ha rivitalizzato la struttura: lo stesso anno l'osservatorio divenne l'osservatorio reale della marina, assumendo carattere nazionale. Sotto la direzione di Pezenas vennero assunti due assistenti e acquistate nuove attrezzature, in particolare un telescopio rifrattore di sei piedi con apertura di un piede. Pezenas dovette abbandonare la guida dell'osservatorio a seguito dell'espulsione dei Gesuiti dalla Francia nel 1763.
Saint-Jacques de Silvabelle (1722-1801) succedette a Pezenas e ricostruì con propri fondi l'equipaggiamento che i Gesuiti portarono con sé quando dovettero lasciare la Francia, installò un telescopio Gregoriano, effettuò molte osservazioni e pubblicò diverse opere su: i moti ed il diametro di Giove, il suo appiattimento e la durata della sua rotazione, gli anelli di Saturno, la rifrazione atmosferica, lo studio delle superfici a specchio dei telescopi, il transito di Venere del 1769. Nel 1789 Jean-Louis Pons fu assunto come custode dell'osservatorio e divenne assistente astronomo nel 1813.
Joseph Thulis (1768-1810) succedette a Silvabelle e sotto la sua guida furono scoperte numerose comete, 18, tutte osservate da Pons. Sotto la sua direzione le pubblicazioni divennero periodiche e si ebbe un ventennio di osservazioni meteorologiche ininterrotte.
Jean-Jacques Blanpain (1777-1843) divenne successivamente direttore dell'osservatorio. Pur continuando le osservazioni, le apparecchiature ormai obsolete e difficoltà economiche portarono ad una minore produzione scientifica e la sua direzione, causa anche un carattere non facile, fu revocata nel 1822.
Jean-Félix Adolphe Gambart (1800-1836) scoprì 16 comete e svolse molte osservazioni su occultazioni di stelle e sulle eclissi dei satelliti Gioviani.
Benjamin Valz (1787-1867) propose uno studio sistematico per la ricerca degli asteroidi e sotto la sua direzione furono scoperti 32 asteroidi da Jean Chacornac, Jérôme Eugène Coggia e Wilhelm Tempel.
Con la cessazione della conduzione di Valz, l'osservatorio cambiò di sede, ebbe una breve conduzione ad interim, fu unificato all'osservatorio di Parigi e denominato Osservatorio di Parigi e Marsiglia. Nel 1873, sotto la direzione di Édouard Stephan, per motivi pratici riacquistò la propria autonomia che durò sino al 1907; le apparecchiature furono ammodernate in particolare con un telescopio di 0,8 metri. Per tale occasione fu effettuata una campagna fotografica rappresentativa degli edifici e degli strumenti più importanti del tempo. È In questo periodo che Stephan osservò molti oggetti che identificò erroneamente come nebulose e che verranno chiamate successivamente Quintetto di Stephan, la cui natura extragalattica verrà scoperta solo nel 1924 da Edwin Hubble.
Dal 1916 al 1968 l'osservatorio pubblicò il periodico Journal des observateurs. Alla fine degli anni '50, l'avvento dell'ESO segnò la fine della astronomia osservativa a Marsiglia, il gruppo astronomico si smembrò e venne costituito il Laboratorio di astronomia spaziale (LAS).
Nel 2000, l'osservatorio di Marsiglia e il LAS hanno fondato il Laboratorio di Astrofisica di Marsiglia (LAM). Il LAM, e l'osservatorio dell'Alta Provenza si sono confederati in seguito nella struttura dell'osservatorio Astronomico di Marsiglia-Provenza. (Istituto Pythéas).